# Xã Allouez, Michigan
Xã Allouez (tiếng Anh: Allouez Township) là một xã thuộc quận Keweenaw, tiểu bang Michigan, Hoa Kỳ. Năm 2010, dân số của xã này là 1.571 người.